# George Marx (Bankier)
George Marx (* 3. Juni 1843 in Köln; † 1927 in Königsberg (Ostpreußen)) war ein deutscher Bankier.

## Leben
Georg Marx, wie er sich nach seiner Geburtsurkunde schrieb, war ein Sohn des Kaufmanns Jacob Moses Marx und dessen Ehefrau Kättchen Marx geb. Homburger. Marx war ab 1876 Direktor der Bergisch-Märkischen Bank in Elberfeld. Er übersiedelte 1886 nach Königsberg und wurde Teilhaber des Bankhauses J. Simon Witwe & Söhne. Mit Joseph Litten, dem Vater von Fritz Litten, gründete er das Bankhaus Litten. Als Alleininhaber wandelte er es 1897 in die Norddeutsche Creditanstalt um, deren Generaldirektor er bis 1912 blieb. 1917 ging die Norddeutsche Creditanstalt in der Deutsche Bank AG auf.
Durch Gründung von Filialen machte Marx die Norddeutsche Creditanstalt zum größten Bankinstitut in den Ostgebieten des Deutschen Reiches. Marx finanzierte in Königsberg die Kalk- und Mörtelwerke, die Ostpreußische Dampfwollwäscherei, 1905 die Zellstoff-Fabrik auf dem Sackheim und mehrere Unternehmen in der Provinz Ostpreußen. Unter seiner Leitung erhöhte die Bank ihr Aktienkapital von 5 auf 24 Millionen Mark, die Bilanzsumme auf jährlich 5 Milliarden Mark.
Marx war Jude und hatte 12 Kinder. 1920 heiratete seine Tochter Esther den berühmten hebräischen Schriftsteller Samuel Agnon. Marx’ Wohltätigkeit kam vor allem der Jüdischen Gemeinde Königsberg zugute. Er initiierte den Bau der Synagoge in Cranz. Er bekannte sich zur Deutschen Demokratischen Partei.